# Малый Сивеж
Малый Сивеж — река в России, протекает в Бабушкинском районе Вологодской области. Устье реки находится в 19 км по правому берегу реки Сивеж. Длина реки составляет 10 км. Река течёт преимущественно на юг. Населённых пунктов по берегам реки нет.

## Данные водного реестра
По данным государственного водного реестра России относится к Верхневолжскому бассейновому округу, водохозяйственный участок реки — Унжа от истока и до устья, речной подбассейн реки — Бассей притоков Волги ниже Рыбинского водохранилища до впадения Оки. Речной бассейн реки — (Верхняя) Волга до Куйбышевского водохранилища (без бассейна Оки).
По данным геоинформационной системы водохозяйственного районирования территории РФ, подготовленной Федеральным агентством водных ресурсов:
- Код водного объекта в государственном водном реестре — 08010300312110000014917
- Код по гидрологической изученности (ГИ) — 110001491
- Код бассейна — 08.01.03.003
- Номер тома по ГИ — 10
- Выпуск по ГИ — 0